# Ironman (álbum de Ghostface Killah)
Ironman é o álbum solo de estreia do rapper americano Ghostface Killah, membro do Wu-Tang Clan, lançado em 29 de outubro de 1996 pela Epic Records. Foi produzido pelo também membro do Wu-Tang RZA. As faixas do álbum são proeminente em filmes de blaxploitation e soul samples. Mais do que em outras estreias individuais dos membros do grupo, Ironman contém referências à Nação de Deuses e Terras.
Ironman alcançou a posição #2 nas paradas da Billboard 200. Foi certificado platina pela Recording Industry Association of America (RIAA). Muitos críticos de música elogiam o álbum pelo lirismo de Ghostface Killah e o estilo de produção da RZA, e alguns o citam como um dos maiores álbuns solo do Wu-Tang Clan de todos os tempos.

## Lista de faixas
| N.º            | Título                                                                 | Duração |  |
| 1.             | "Iron Maiden" (part. Raekwon & Cappadonna)                             | 4:46    |  |
| 2.             | "Wildflower"                                                           | 3:26    |  |
| 3.             | "The Faster Blade" (part. Raekwon)                                     | 2:27    |  |
| 4.             | "260" (part. Raekwon)                                                  | 2:46    |  |
| 5.             | "Assassination Day" (part. Inspectah Deck, RZA, Raekwon & Masta Killa) | 4:18    |  |
| 6.             | "Poisonous Darts"                                                      | 2:15    |  |
| 7.             | "Winter Warz" (part. Raekwon, U-God, Masta Killa & Cappadonna)         | 4:40    |  |
| 8.             | "Box in Hand" (part. Raekwon & Method Man)                             | 3:14    |  |
| 9.             | "Fish" (part. Raekwon & Cappadonna)                                    | 3:50    |  |
| 10.            | "Camay" (part. Cappadonna & Raekwon)                                   | 4:34    |  |
| 11.            | "Daytona 500" (part. Raekwon & Cappadonna)                             | 4:40    |  |
| 12.            | "Motherless Child" (part. Raekwon)                                     | 3:45    |  |
| 13.            | "Black Jesus" (part. Raekwon & U-God)                                  | 4:37    |  |
| 14.            | "After the Smoke Is Clear" (part. The Delfonics, Raekwon & RZA)        | 3:17    |  |
| 15.            | "All That I Got Is You" (part. Mary J. Blige)                          | 5:21    |  |
| 16.            | "The Soul Controller"                                                  | 6:50    |  |
| Duração total: | Duração total:                                                         | 64:48   |  |

## Posições nas paradas
| Paradas (1996)                          | Melhor posição |
| --------------------------------------- | -------------- |
| Estados Unidos (Billboard 200)          | 2              |
| Estados Unidos (Top R&B/Hip Hop Albums) | 1              |